# Gambroides javensis
Gambroides javensis là một loài tò vò trong họ Ichneumonidae.